# Chiesa di San Martino (Calolziocorte)

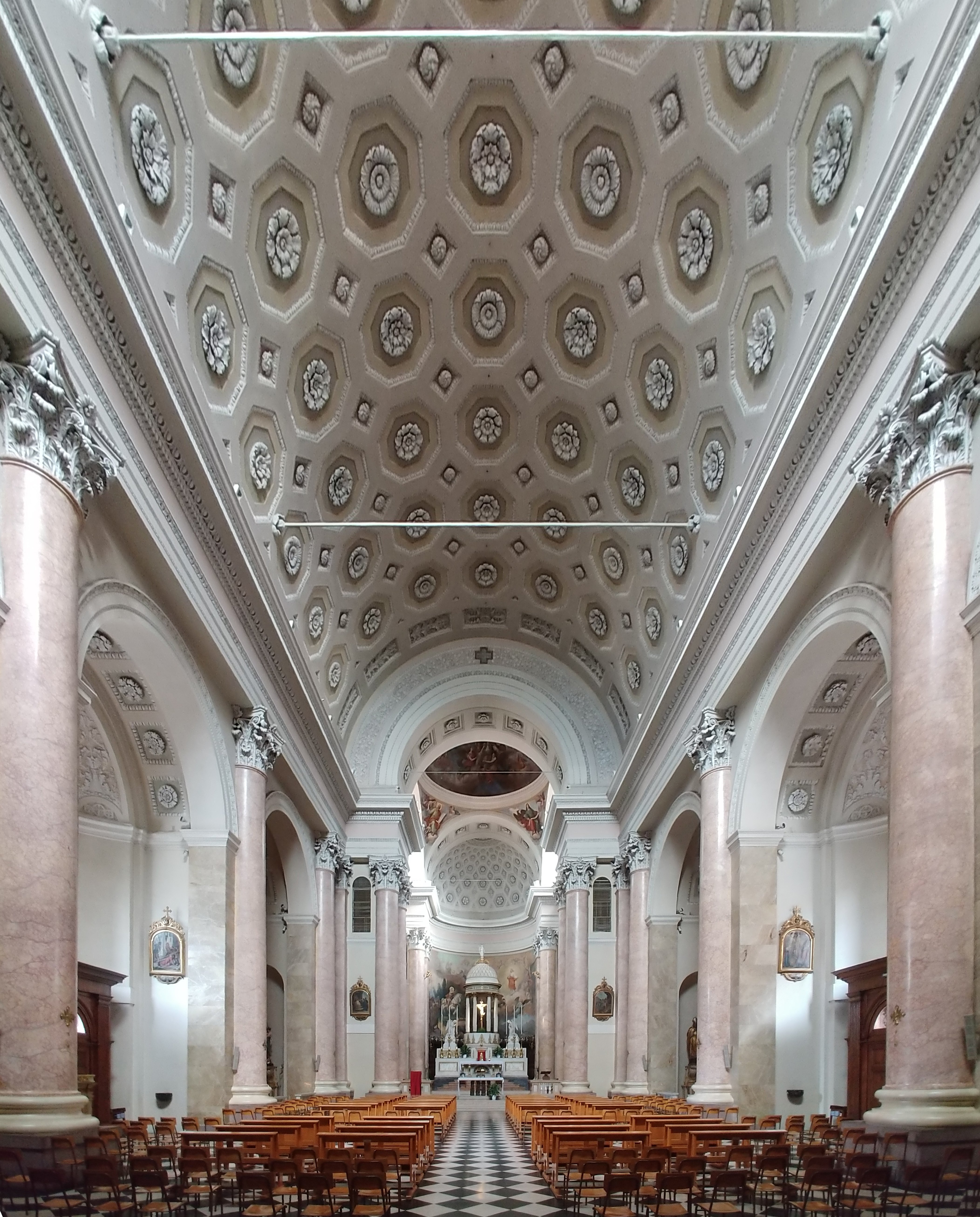
Interno

La chiesa di San Martino è la parrocchiale e il principale edificio sacro del comune di Calolziocorte, località situata nella Valle San Martino, in provincia di Lecco. Fu eretta in posizione elevata, su di una collina, e resa così visibile dal paese e dai comuni circostanti. Il progettista della chiesa fu il noto architetto italiano Giuseppe Bovara, che rese l'edificio uno dei suoi lavori più significativi.

## Storia
Originariamente la Valle San Martino aveva come riferimento parrocchiale la chiesa di Garlate, appartenente all'arcidiocesi di Milano. Soltanto nel 1443, con la dichiarazione di appartenenza della Valle alla Repubblica di Venezia, Calolziocorte costituì una parrocchia autonoma, che venne tuttavia separata dall'arcidiocesi di Milano soltanto nel 1787. L'attuale edificio parrocchiale, dedicato a Martino di Tours, fu costruito a partire dal 1817, per necessità di una chiesa che potesse contenere l'intera comunità della parrocchia. La costruzione della struttura esterna della chiesa terminò il 30 ottobre del 1828. Tuttavia altri lavori di decorazione e completamento continuarono fino al 1847. L'edificio venne consacrato il 29 settembre 1835 ad opera del vescovo di Bergamo Gritti Morlacchi. La vecchia chiesa parrocchiale di Calolzio fu dunque demolita nel 1840. L'edificio subì vari restauri, architettonici e decorativi, nel corso del secolo successivo.

## Descrizione
L'edificio si inserisce nella corrente del secondo neoclassicismo lombardo. All'esterno è dotata di un campanile e di un portico tetrastilo. Il frontone è arricchito dalle tre statue di san Giovanni Battista, san Martino e san Giovanni evangelista, al di sotto del quale il timpano è decorato da un rosone di ridotte dimensioni. La facciata presenta anche un finestrone semicircolare piuttosto ampio, con armatura in legno e suddivisione in riquadri, che permette di ottenere un effetto di luce naturale, oltre all'alleggerimento della struttura architettonica. Tale costruzione è presente anche su entrambi i lati del presbiterio. All'interno presenta un'unica navata, con tre vani su ciascun lato che ospitano quattro altari laterali di marmo:  altare dei Santi Rocco e Sebastiano, altare della Beata Vergine del Carmine, altare di San Giuseppe, altare dell'Addolorata. L'alzato è voltato a botte e decorato con rosoni in stucco, presenti anche nel vano absidale. Alla navata segue un presbiterio retto da colonne angolari. Al centro di esso si erge il monumentale altare principale, in marmo bianco di Carrara, mentre al di sopra si apre una tazza affrescata. Nella parte absidale è inserito un coro, costruito in noce e dotato di sue ordini, sia di stalli che di inginocchiatoi. In una delle piccole cappelle ai lati della navata è inserito un fonte battesimale. Il pavimento è in piastrelle bianche e nere disposte a scacchiera. sono presenti tre bussole in noce, una centrale e due laterali, subito successive al portone d'ingresso, sul quale sono rappresentate figure di santi e motivi che riprendono quelli degli stucchi decorativi all'interno.
L'organo a canne, situato su cantoria lungo la parete destra del presbiterio, fu costruito da Balbiani nel 1932 riutilizzando il materiale fonico di un precedente strumento dei fratelli Serassi; successivamente più volte modificato, attualmente dispone di 33 registri su due manuali e pedale ed è a trasmissione elettrica.

## Suppellettili e arredi sacri
Nella chiesa sono presenti diversi arredi sacri, testimonianze delle epoche trascorse, che diverse volte vennero esposti al pubblico in mostre organizzate, ad esempio, per celebrare l'inaugurazione dell'edificio.
80 sono i pezzi che vennero scelti per l'esposizione, tutti di grande valore e ricchezza.

## Restauri

### Statico e architettonico
Il restauro statico e architettonico fu attuato a partire dal 1995, a seguito del distacco di alcuni pezzi degli stucchi dalla volta, causato da gravi problemi nella stabilità di tutte le strutture. Gli interventi furono i seguenti:
- risanamento statico della facciata principale
- consolidamento del cornicione esterno
- consolidamento cornicione interno
- sistemazione della copertura e del tetto
- intonacatura delle facciate
- rinforzo strutturale della zona presbiteriale
- pulizia e rinforzo degli stucchi delle volte
- consolidamento del presbiterio
- restauro dei tetti degli altari laterali e del pronao
- restauro dei materiali lapidei
- restauro degli impianti[5]

### Decorativo
L'intervento fu attuato con lo scopo di recuperare e conservare gli elementi decorativi originari; queste furono le azioni di restauro:
- intervento generale sulle superfici
- restauro di rosoni, decorazioni, capitelli e cornicione (stucchi)
- intervento sulle superfici piane
- restauro di stucco lucido e finto-marmo
- restauro della tazza affrescata
- restauro dell'affresco absidale[6]